# Ryan M-1
El Ryan M-1 es una aeronave para transporte postal. Está fabricado con en un diseño muy simple que a la vez trataba de ser aerodinámico, con un ala alta, tren de aterrizaje fijo y construcción mixta de madera y metal.

## Especificaciones

### Características generales
- Longitud: 7,3 m (24 ft)
- Envergadura: 11 m (36 ft)
- Superficie alar: 21 m² (226 ft²)
- Peso vacío: 705 kg (1553,8 lb)
- Peso cargado: 1230 kg (2710,9 lb)
- Planta motriz: 1× motor en V Hispano-Suiza 8A.
  - Potencia: 112 kW (150 HP; 152 CV)
- Hélices: 1× bipala de paso fijo por motor.

### Rendimiento
- Velocidad nunca excedida (Vne): 201,1 km/h (125 MPH; 109 kt)
- Velocidad crucero (Vc): 177 km/h (110 MPH; 96 kt)
- Alcance: 640 km (346 nmi; 398 mi)